# L'Année Liturgique
O Ano Litúrgico (francês: L'Année Liturgique) é uma obra escrita em quinze volumes que descreve o ano litúrgico da Igreja Católica. A série foi escrita por Dom Prosper Louis Pascal Guéranger, um padre beneditino francês e abade de Solesmes. Dom Guéranger começou a escrever a obra em 1841 e morreu em 1875 após escrever nove volumes. Os volumes restantes foram concluídos por outro beneditino sob o nome de Dom Guéranger.
A série descreve a liturgia da Igreja Católica ao longo do ano litúrgico, incluindo a Missa e o Ofício Divino. Também é descrito o desenvolvimento histórico da liturgia nas tradições ocidentais e orientais. Biografias de santos e suas liturgias são dadas nos dias de festa.